# 205
Năm 205 là một năm trong lịch Julius. 